# Aleksiej Gałaktionow

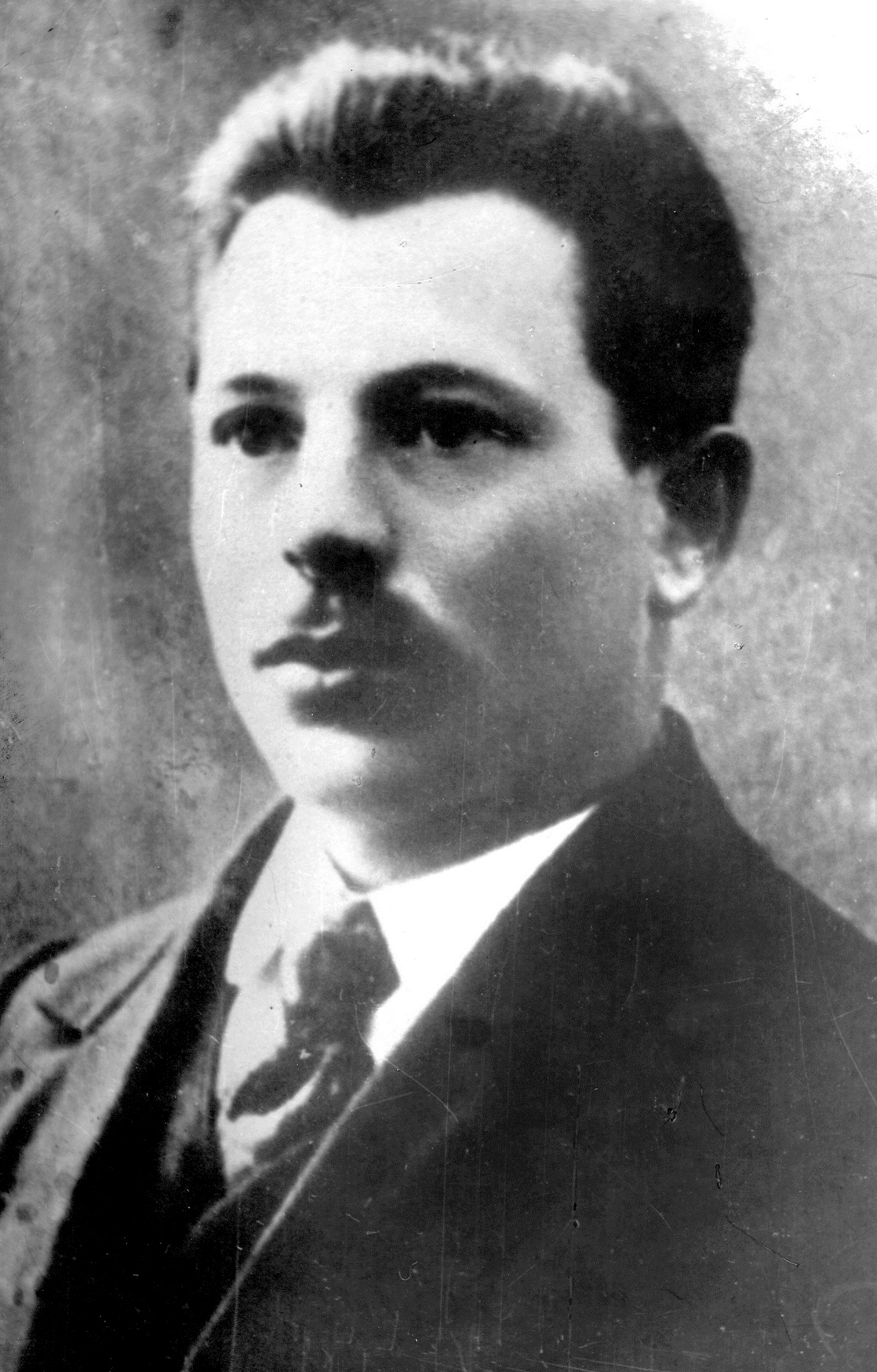
Aleksiej Gałaktionow

Aleksiej Pietrowicz Gałaktionow (ros. Алексей Петрович Галактионов, ur. 13 marca 1888 we wsi Aleksandrowka w guberni samarskiej, zm. 5 czerwca 1922 k. Czistopola) – rosyjski rewolucjonista, działacz komunistyczny.

## Życiorys
Urodzony w rodzinie chłopskiej, po ukończeniu szkoły pracował w przedsiębiorstwie w Buzułuku, uczestnik rewolucji 1905-1907, 1906 wstąpił do SDPRR, bolszewik. Aresztowany, wkrótce zwolniony z powodu małoletniości, wyjechał do Taszkentu. Pracował jako ślusarz, dwukrotnie aresztowany za działalność rewolucyjną, 1908 skazany na zesłanie do guberni samarskiej, 1916 aresztowany i skazany na zesłanie na 3 lata do guberni irkuckiej, 19 marca 1917 amnestionowany po rewolucji lutowej. W październiku-listopadzie 1917 przewodniczący Rady Samarskiej, w listopadzie-grudniu 1917 przewodniczący Czelabińskiego Komitetu Wojskowo-Rewolucyjnego, od stycznia 1918 komisarz spraw wewnętrznych guberni samarskiej, od 17 lutego do 10 kwietnia 1918 przewodniczący Samarskiej Gubernialnej Rady Komisarzy Ludowych. Do października 1918 komisarz wojskowy 1 Samarskiej Dywizji Piechoty, od września do 8 grudnia 1918 przewodniczący samarskiego gubernialnego komitetu rewolucyjnego, od 14 grudnia 1918 do 18 lutego 1919 i ponownie od 11 września 1919 do 1 czerwca 1920 przewodniczący Komitetu Wykonawczego Samarskiej Rady Gubernialnej, 1920-1921 przewodniczący stawropolskiego gubernialnego komitetu rewolucyjnego, zastępca przewodniczącego Komitetu Wykonawczego Kubańsko-Czarnomorskiej Rady Gubernialnej, od listopada 1921 do śmierci przewodniczący Komitetu Wykonawczego Kazańskiej Rady Miejskiej, od stycznia 1922 do śmierci sekretarz odpowiedzialny Tatarskiego Komitetu Obwodowego RKP(b). Zginął w katastrofie lotniczej.